# Henderson-Gletscher (Antarktika)
Der Henderson-Gletscher ist ein Gletscher in den Enterprise Hills in der Westantarktis. Der etwa 13 Kilometer lange Gletscher fließt von Schoeck Peak und Hoinkes Peak in nordöstlicher Richtung, wo er östlich von Mount Rossman in den Union-Gletscher mündet.
Der Gletscher wurde von United States Geological Survey im Rahmen der Erfassung der Enterprise Hills in den Jahren 1961–66 durch Vermessungen vor Ort und Luftaufnahmen der United States Navy kartografiert. Benannt wurde er vom Advisory Committee on Antarctic Names nach Felix E. Henderson, einem Meteorologen, der 1965 als Teilnehmer des United States Antarctic Research Program auf der Eights-Station arbeitete.
Im Winter 2007 organisierte die Fuchs Foundation aus Anlass des 50. Jahrestags der Commonwealth Trans Antarctic Expedition von 1956 bis 1958 eine Forschungsexpedition in diese Gegend. Unter anderem wurden auf dem Henderson-Gletscher die Verteilung und Eigenschaften von Kryokonit-Löchern und die hier vorkommenden Flechten untersucht.